# Cytaea frontaligera
Cytaea frontaligera là một loài nhện trong họ Salticidae.
Loài này thuộc chi Cytaea. Cytaea frontaligera được Tord Tamerlan Teodor Thorell miêu tả năm 1881.